# Raiffeisen Bank International
Raiffeisen Bank International este entitatea principală din grupul bancar Raiffeisen din Austria, listată pe Bursa din Viena. Aceasta este entitatea financiară a grupului din Austria și societatea holding pentru toate operațiunile din afara Austriei. 

## Grupul bancar Raiffeisen
Grupul bancar Raiffeisen (în engleză Raiffeisen Banking Group, în germană: Raiffeisen Bankengruppe, RBG) este un grup de bănci cooperatiste din Austria. Băncile austriece Raiffeisen nu sunt consolidate în cadrul unei entități-mamă, ci sunt legate financiar printr-un sistem comun de protecție și un sistem de garantare a depozitelor.
La sfârșitul anului 2021, grupul era format din 342 de bănci locale cooperative (Raiffeisenbank), 8 bănci regionale (Raiffeisenlandesbank) și Raiffeisen Bank International. Cele 8 bănci regionale sunt:
- Raiffeisenlandesbank Niederösterreich
- Raiffeisenlandesbank Oberösterreich
- Raiffeisenlandesbank Burgenland
- Raiffeisen-Landesbank Steiermark
- Raiffeisenlandesbank Kärnten
- Raiffeisen-Landesbank Tirol
- Raiffeisen Landesbank Vorarlberg
- Raiffeisenverband Salzburg

## Istoric
Mișcarea de creare a băncilor cooperative rurale inițiată de Friederich Wilheim Raiffeisen s-a răspândit în Monarhia Habsburgică în 1886, cu doi ani înainte de moartea lui Raiffeisen, odată cu înființarea primului Raiffeisenkasse în Austria Inferioară.
Pe măsură ce Austria a devenit republică separată în 1918, peste 2000 de bănci locale Raiffeisen au fost prezente pe teritoriul noii țări. În 1927, a fost creată o instituție centrală Raiffeisen Zentralbank. 
În 1938, cu anexarea Austriei în Germania Nazistă, băncile cooperatiste au fost introduse în grupul cooperativ german. Grupul austriac separat a fost recreat în epoca postbelică în 1946.
În 1986, grupul s-a extins internațional printr-o filială bancară în Ungaria.
În 2003, grupul s-a extins în 15 țări din Europa Centrală și de Est.
În 2010 a fost creată banca Raiffeisen Bank International care cuprindea toate activitățile internaționale.
În 2017, Raiffeisen Bank International a absorbit Raiffeisen Zentralbank.

## Subsidiare
Raiffeisen International este al doilea creditor din Europa Centrală și de Est, după Unicredit, operând pe 17 piețe din regiune prin bănci subsidiare, companii de leasing și alți furnizori de servicii financiare.
Băncile subsidiare ale grupului sunt prezente pe următoarele piețe din ECE:
| Nr. | Țara                  | Nume                                     | An   |
| --- | --------------------- | ---------------------------------------- | ---- |
| 1   | Albania               | Raiffeisen Bank Sh.a                     | 2003 |
| 2   | Bosnia și Herțegovina | Raiffeisen Bank d.d. Bosna i Hercegovina | 2001 |
| 4   | Croația               | Raiffeisenbank Austria d.d.              | 1994 |
| 6   | România               | Raiffeisen Bank S.A.                     | 2001 |
| 7   | Rusia                 | AO Raiffeisenbank                        | 2006 |
| 8   | Serbia                | Raiffeisen banka a.d.                    | 2006 |
| 9   | Slovacia              | Tatra banka, a.s.                        | 1991 |
| 11  | Ucraina               | Raiffeisen Bank JSC                      | 2005 |
| 12  | Ungaria               | Raiffeisen Bank Zrt.                     | 2006 |
| 13  | Cehia                 | Raiffeisenbank a.s.                      | 2006 |
| 14  | Kosovo                | Raiffeisen Bank Kosovo J.S.C.            | 2006 |

Raiffeisen Bank International are sucursale în: Belgia, Franța, Germania, Suedia, Regatul Unit, China, Polonia, India, Singapore, Coreea de Sud, Turcia, Japonia, Vietnam, Statele Unite ale Americii.
| Nr. | Subsidiară                                | Domeniu de activitate                   |
| --- | ----------------------------------------- | --------------------------------------- |
| 1   | Raiffeisen Bausparkasse                   | Bancă pentru locuințe                   |
| 2   | Raiffeisen Factor Bank                    | Servicii de factoring                   |
| 3   | Raiffeisen-Leasing                        | Servicii de leasing                     |
| 4   | Raiffeisen Capital Management             | Administrator de active                 |
| 5   | Raiffeisen Wohnbaubank                    | Finanțare construcții rezidențiale      |
| 6   | Kathrein Privatbank                       | Private banking                         |
| 7   | Elevator Ventures                         | Investiții în startup-uri               |
| 8   | Raiffeisen Property Holding International | Dezvoltare imobiliară                   |
| 9   | Valida Vorsorge Management                | Pensii și asigurări                     |
| 10  | Raiffeisen Informatik                     | Servicii IT                             |
| 11  | Raiffeisen e-Force                        | Management licențe și infrastructură IT |

## Controverse
Troika Laundromat este o schemă de spălare a banilor organizată de cea mai mare bancă de investiții din Rusia, Troika Dialog. Această schemă a permis fluxul de fonduri de aproximativ 4,8 miliarde $ de la companiile rusești în Europa și SUA în perioada 2003 - 2013. În această schemă, Raiffeisen a neglijat obligațiile AML pentru acest client.
Atunci când jurnalista moldoveană Natalia Morar a investigat fluxurile de bani care implicau Raiffeisen Zentralbank, aceasta a declarat că a primit o amenințare cu moartea din partea FSB și că i s-a interzis accesul în Rusia.
Potrivit unor documente dezvăluite în Statelor Unite, diplomați americani suspectau că Raiffeisen Investment era „un paravan pentru a oferi legitimitate companiei de gaze despre care suspectăm că este controlată de șeful mafiei ruse, Semyon Mogilevich”.
La 29 august 2006 au fost transferați 1,6 miliarde de dolari din conturile băncii ruse Diskont Bank către Raiffeisen. În septembrie 2006, viceguvernatorul Bănci Centrale a Rusiei, Andrey Kozlov, a retras licența băncii Diskont. La doar câteva zile după aceea, Kozlov a fost asasinat.